# Le Monastère (roman)
Pour la commune française, voir Le Monastère.
Le Monastère (en anglais, The Monastery: a Romance) est un roman historique de l'auteur écossais Walter Scott, publié le 23 mars 1820 sous la signature « l'auteur de Waverley ». C'est le premier des deux Récits de sources bénédictines : le second, L'Abbé, paraît six mois plus tard.
Le récit se déroule au sud-est de l'Écosse, non loin de la frontière anglaise. Scott ne raconte pas les événements historiques, il décrit les changements intervenant dans les mentalités. À travers la chronique d'une communauté monastique et de ses vassaux, il fait vivre le bouleversement qui s'opère dans le royaume de 1547 à 1560, années de désordre qui précèdent la Réforme écossaise.
Grand seigneur, l'abbé de St. Mary's a droit de vie et de mort sur les délinquants et sur les hérétiques. Cependant, la doctrine réformée progresse dans le pays. Les biens de l'Église sont convoités. Dans les villes, des monastères sont supprimés. L'abbaye St. Mary's réussit à conserver ses domaines, ses privilèges et son influence. Mais un comploteur catholique, Anglais extravagant, vient un jour lui demander asile. L'irruption de ce voyant personnage embarrasse les religieux. Le monastère risque de devenir une cible.

## Genèse
Scott écrit Le Monastère en 1819, dans la même période qu’Ivanhoé. Il a déjà publié neuf romans, dont sept connaissent un succès triomphal (deux romans plus courts que les autres, Le Nain noir et Une légende de Montrose, sont respectivement éclipsés par le succès des Puritains d'Écosse et par celui de La Fiancée de Lammermoor). Les neuf livres évoquent un passé récent, dont l'auteur a une connaissance privilégiée par tous les récits qu'il a pu recueillir dans son entourage : au XVIIIe siècle ou, pour deux d'entre eux, au XVIIe. Avec Ivanhoé (XIIe siècle) et Le Monastère (XVIe), Scott s'éloigne résolument dans le temps.
Début juin 1819, malgré de nouvelles attaques de calculs biliaires, il commence Ivanhoé. On ne connaît pas avec précision les dates d'écriture du Monastère. Il semble que Scott entame ce dernier dans le cours de l'été. Il délaisse pour un moment Ivanhoé. Puis il y revient. Il le termine le 10 novembre. Il écrit alors le plus gros du Monastère.

### Sources
Pour la partie historique, Scott s'inspire d’Histoire d'Écosse sous les règnes de Marie Stuart et de Jacques VI de William Robertson, et de The History of the Reformation in Scotland du réformateur John Knox, le fondateur du presbytérianisme écossais.
Il trouve des informations sur la vie monastique dans British Monachism de Thomas Dudley Fosbroke (en). Pour le courtisan précieux Piercie Shafton, il s'appuie sur le roman de John Lyly, Euphues ou l'Anatomie de l'esprit. Pour la Dame blanche, il s'inspire d’Ondine, le conte de Friedrich de La Motte-Fouqué (qui a inspiré bien d'autres œuvres, comme le poème Ondine d'Aloysius Bertrand ou la pièce Ondine de Giraudoux).

### Publication
Scott a besoin d'argent. Son idée semble être de se mettre en compétition avec lui-même, de publier presque en même temps Ivanhoé et Le Monastère, chez deux éditeurs, sans la moindre indication d'auteur. Ivanhoé paraîtrait chez l'Écossais Archibald Constable, l'éditeur habituel. Le Monastère, pour des raisons de sécurité financière liées à la conjoncture, paraîtrait à Londres chez Longman.
Scott accepte finalement de publier les deux livres sous la signature « l'auteur de Waverley » (le pseudonyme Jedediah Cleishbotham étant réservé aux Contes de mon hôte). Ivanhoé paraît en décembre 1819 chez Constable.
L'éditeur principal du Monastère est Longman, Hurst, Rees, Orme and Brown, à Londres. Les coéditeurs sont Archibald Constable and Co., et John Ballantyne, à Édimbourg. Mais c'est à Édimbourg que le livre paraît d'abord, le 23 mars 1820, sous le titre The Monastery: a Romance. Il ne paraît à Londres que le 30 mars.

### Les deuxRécits de sources bénédictines
Six mois plus tard, Scott publie L'Abbé, dont l'histoire se déroule quelques années après l'action principale du Monastère, et où réapparaissent quelques personnages de celui-ci. Il s'agit cependant de deux histoires pouvant être lues indépendamment. Les deux livres forment les Récits de sources bénédictines.

## Introductions
Le récit du Monastère est précédé d'une longue « Introduction sous forme d'épître » qu'un capitaine en retraite nommé Clutterbuck, amateur d'antiquités, aurait adressée « à l'auteur de Waverley ». Ce personnage fictif, dans la lignée du Jedediah Cleishbotham qui présente les Contes de mon hôte, raconte en quelles circonstances il a reçu d'un bénédictin deux manuscrits. Il les confie à Scott. Lequel va en tirer Le Monastère et L'Abbé. L'introduction de Clutterbuck est suivie d'une « Réponse de l'auteur de Waverley au capitaine Clutterbuck ».
Dans l'édition de langue anglaise de 1832, le tout est précédé d'une introduction de Scott détaillant les lieux qui ont inspiré ceux du roman et répondant aux reproches qui lui ont été adressés.

## Lieux du roman

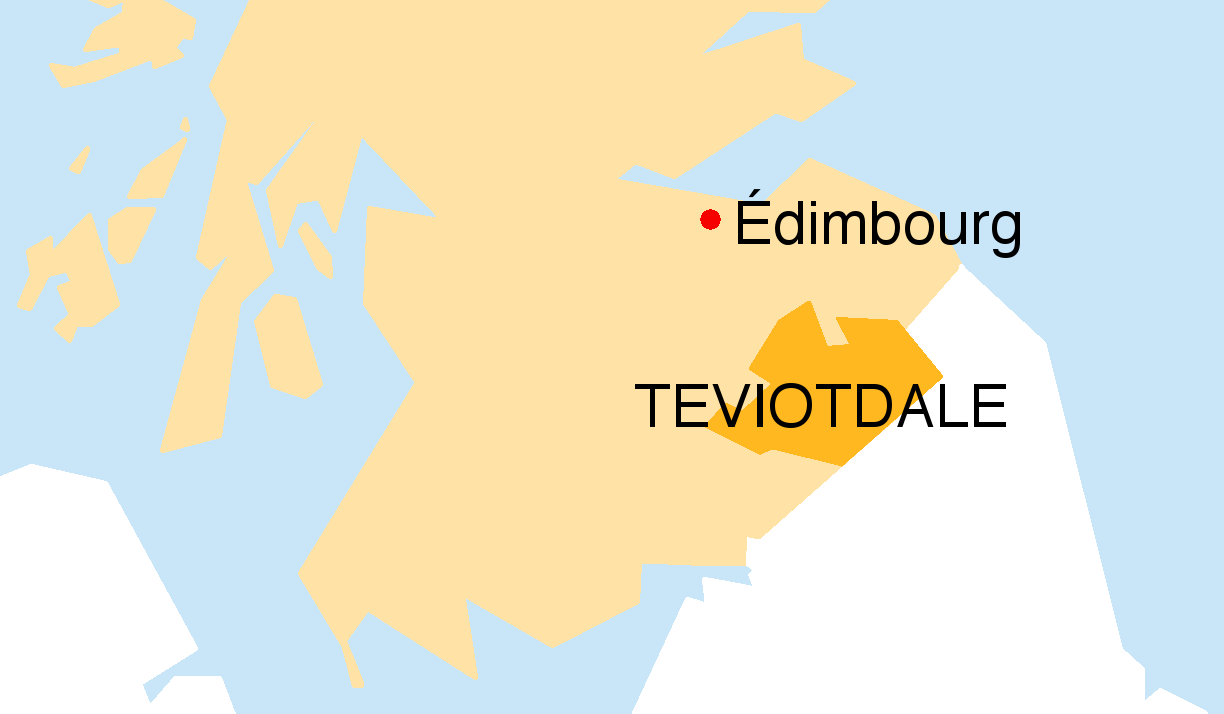
Localisation du Teviotdale, ancienne province du sud-est de l'Écosse.

Scott situe l'action de son roman dans le Teviotdale. Cette vieille province du sud-est de l'Écosse correspond plus ou moins au Roxburghshire, un des quatre anciens comtés des Borders écossais.
Kennaquhair (« On ne sait où », en scots) est une localité imaginaire. Elle s'inspire d'un village aujourd'hui disparu, qui se trouvait à quelque deux miles de Galashiels, sur les bords de la Tweed.
Scott admet que le monastère St. Mary's de Kennaquhair peut être pris pour l'abbaye de Melrose (voisine de sa propriété d'Abbotsford). Mais il recommande au lecteur de ne pas chercher systématiquement sur le terrain les lieux du roman : « On s'attendrait vainement, dit-il, à trouver une exacte ressemblance locale dans toutes les parties du tableau. » Ainsi le Glendearg du roman ne ressemble-t-il pas en tout point au vallon d'Allen.

## Cadre historique
Le récit évoque les désordres provoqués en Écosse — du fait de la minorité de Marie Stuart — de 1547 à 1560, c'est-à-dire dans les années qui précèdent la Réforme écossaise. L'Angleterre protestante et la France catholique se disputent la mainmise sur le pays. Les nobles écossais du « parti anglais » se ralliant volontiers à la nouvelle doctrine, la querelle politique se double d'un conflit religieux.

### Rough Wooing
Le 1er juillet 1543, Henri VIII d'Angleterre signe avec l'Écosse le traité de Greenwich qui prévoit l'union des deux royaumes et fiance Édouard, fils d'Henri, à la reine d'Écosse Marie Stuart, sept mois. Le 11 décembre, le Parlement d'Écosse rejette ce traité. Le 15, l’Auld Alliance entre l'Écosse et la France est renouvelée. En représailles, Henri VIII déclenche en 1544 le Rough Wooing (la « cour pressante »), série d'incursions anglaises donnant lieu à d'abominables massacres et pillages.
L'armée écossaise est anéantie par les Anglais à la bataille de Pinkie Cleugh, en septembre 1547. En 1548, Marie Stuart embarque pour la France, où elle va rester treize ans. En 1550, la signature du traité d'Outreau amène les Anglais à retirer leurs troupes d'Écosse. C'est la fin du Rough Wooing. En juin 1551, la paix est conclue entre l'Écosse et l'Angleterre.

### Développement du protestantisme
Dans les années 1550, des traductions de l'Évangile en langue vulgaire circulent (chez les catholiques, elles sont interdites aux laïcs). Les prédicateurs protestants multiplient les conversions. Ils attaquent l'Église catholique, qui est le plus gros propriétaire foncier du royaume (ce qui suscite des jalousies et des convoitises) et qui joue un rôle politique très important.

### Régence de Marie de Guise
À partir de 1554, la régence est exercée par la veuve de Jacques V, Marie de Guise. En décembre 1557, des grands du royaume, opposés à la régente, édictent le First Band, ou Covenant, où ils mettent en avant des considérations religieuses. Par la suite, leur lutte se fait plus ouvertement anti-française.
En novembre 1558, la protestante Élisabeth devient reine d'Angleterre. Elle soutient les réformés d'Écosse. Dès lors, l'opposition à Marie de Guise ne cesse de croître. Au Parlement d'Écosse, l'opposition protestante, le Covenant, a des appuis dans l'aristocratie, et le soutien de l'Angleterre.

### John Knox

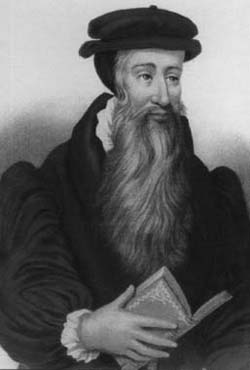
Le réformateur John Knox, fondateur du presbytérianisme écossais.

En mai 1559, le réformateur John Knox revient de douze années d'exil. Il a notamment séjourné à Genève, où il a rencontré Calvin. Il va établir l'Église protestante d'Écosse sur le modèle presbytérien de Genève, une forme de protestantisme donnant le pouvoir aux laïcs et à la paroisse. Knox est âpre et intransigeant, son protestantisme a un caractère radical. Il prêche violemment à Perth, ce qui provoque émeutes et destructions.

### La crise
Les opposants au catholicisme et à la France apparaissent au grand jour sous le nom de lords de la Congrégation. Ils commencent à réunir une véritable petite armée. Des affrontements ont lieu contre les troupes de la régente. La rébellion est désormais ouverte. Le pouvoir de Marie de Guise s'érode. En octobre 1559, la Congrégation la déclare déchue de la régence. En décembre, vingt grandes villes abolissent le culte catholique.
En février 1560, le traité de Berwick est signé entre Élisabeth et les lords de la Congrégation. Marie de Guise meurt en juin. Les lords de la Congrégation prennent le contrôle du gouvernement du royaume. Le 6 juillet, le traité d'Édimbourg met fin implicitement à l’Auld Alliance. En août, le Parlement d'Écosse balaie dix siècles de catholicisme : la juridiction du pape est abolie ; la doctrine et le culte contraires à la foi protestante sont condamnés ; la célébration de la messe est interdite.

### Dates du récit
Le roman s'ouvre après le désastre de Pinkie Cleugh (1547). Quelques années s'écoulent avant que ne démarre l'action principale. On ne trouve dans celle-ci aucune mention d'événement historique permettant de la dater. On est tenté de la situer au plus fort de la crise, vers 1559-1560, puisque Élisabeth est reine d'Angleterre. Mais Scott reconnaît lui-même : « Je me suis en vain efforcé de fixer l'époque précise de cette narration ; les dates ne peuvent exactement s'accorder avec celles des histoires les plus accréditées. »

## Résumé
Le baron Walter Avenel est tué dans les dernières luttes du Rough Wooing. Sa veuve est accueillie à la tour de Glendearg, chez Elspeth Glendinning, veuve de Simon Glendinning, un vassal de l'abbaye cistercienne St. Mary's de Kennaquhair, mort à la bataille de Pinkie Cleugh. La petite Mary Avenel et les deux garçons d'Elspeth, Halbert et Edward, sont élevés ensemble.
Les Anglais partis, Julian, le beau-frère de lady Avenel, prend possession du château et des domaines d'Avenel. Lady Avenel ne peut s'opposer à cette ursurpation : susceptible de rendre des services à des grands tenant le pouvoir, Julian est sûr de trouver des protecteurs.

### Le livre interdit
La santé de lady Avenel décline. Appelé à son chevet, le père Philippe, sacristain du monastère, découvre qu'elle sait lire, et qu'elle possède une traduction en langue vulgaire de l'Évangile. Le père Philippe s'empare du livre interdit. Sur le chemin du retour, surpris par la nuit, il rencontre une Dame blanche qui le remplit de terreur. Elle lui prend le livre, et le remet le lendemain aux enfants de Glendearg.
À la mort de lady Avenel, le père Eustache, sous-prieur de l'abbaye, saisit une nouvelle fois le livre, fait la même rencontre que le père Philippe, et perd lui aussi le livre.
Les années passent. La tourmente annonçant « une altération prochaine dans le gouvernement de l'Église » se fait « de jour en jour plus violente ». Le père Eustache n'a toujours pas retrouvé le livre dangereux. Il vient régulièrement à Glendearg, cet inquiétant foyer de l'hérésie, pour dispenser un enseignement aux trois enfants. Mais, si Edward et la petite Mary se montrent studieux, il n'en va pas de même d'Halbert qui ne rêve « qu'éperons, lances et brides ».
Le père Eustache souhaite attirer le paisible et réfléchi Edward dans la vie monastique. Le garçon refuse obstinément, car il aime Mary. Son frère, dévoré par la jalousie, désespéré, se replie sur son goût des armes et sur son mépris des moines lâches dont il devrait se résigner à être le vassal fangeux  — des moines qui se prétendent seigneurs sans porter l'épée. Il décide d'apprendre à lire, mais pas sur les parchemins du père Eustache. Il va voir la Dame blanche, et lui réclame le livre que lady Avenel aimait beaucoup, et dont Mary pleure la perte. La Dame le lui remet. De retour à Glendearg, il le cache.

### Un hôte indélicat
Glendearg accueille un réfugié, sir Piercie Shafton, un chevalier catholique anglais, en fuite pour avoir trempé dans un complot contre la reine Élisabeth d'Angleterre. Il est venu se mettre sous la protection de l'abbé de St. Mary's. Celui-ci ne tient pas à attirer l'attention publique sur le monastère, épargné jusque-là par les réformateurs, mais néanmoins menacé. Aussi assigne-t-il Glendearg pour résidence à Shafton. Dans cet humble et rude milieu, le courtisan précieux tient des discours ridicules, et se montre insultant à l'égard de ses hôtes, et en particulier d'Halbert.
Mais un changement s'est opéré en Halbert depuis qu'il a vu la Dame blanche. Il souhaite sortir de sa condition « basse, vile et méprisée » de « fils d'un vassal d'Église ». Il veut s'élever « au rang de ces hommes pleins de fierté » qui dédaignent sa « pauvreté rustique ». Il a rejeté une offre d'emploi avantageuse de l'abbé, ne souhaitant pas devenir « le domestique d'un prêtre orgueilleux et fainéant ». Échauffé par les injures de Shafton, il réplique et le met si bien en fureur que le chevalier accepte, malgré la différence de rang, de le rencontrer le lendemain matin en un lieu désert.
Le duel a lieu à Corrie-nan-Shian, l'endroit où Halbert a rencontré la Dame blanche. Une fosse y a été mystérieusement creusée. Halbert blesse grièvement Shafton, lui transperçant le corps jusqu'à la garde. Il court chercher du secours. Il rencontre un voyageur, Henry Warden, un prédicateur réformé. Tous deux se précipitent. Arrivés sur les lieux du drame, ils n'y trouvent pas le chevalier, seulement des taches de sang sur l'herbe. Et la fosse est refermée.

### La guérison mystérieuse

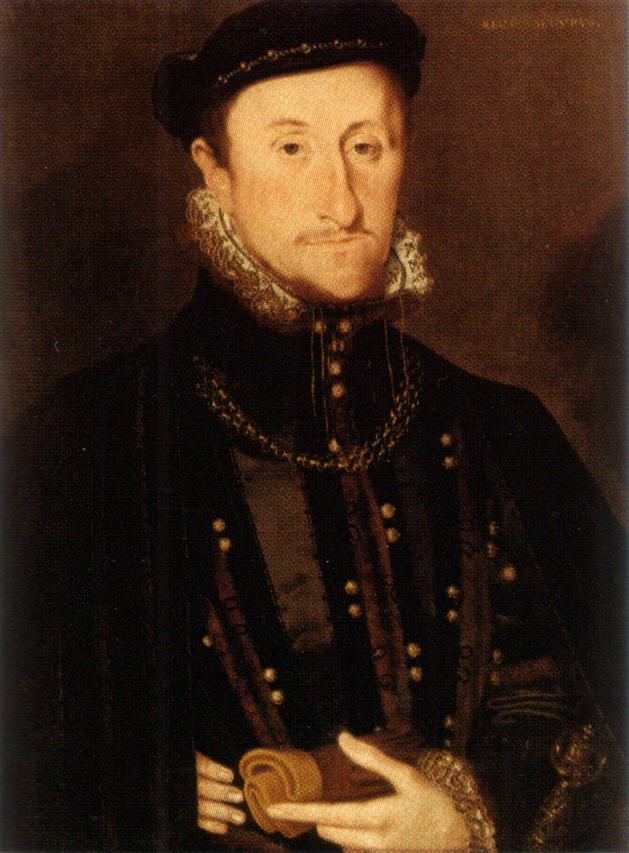
James Stuart, comte de Moray (lord James ou comte de Murray, dans le roman).

Halbert ne voit de salut que dans la fuite. Il accompagne le prédicateur au château d'Avenel, où tous deux ont bon espoir d'être bien reçus : Halbert parce qu'il connaît bien le chef des jackmen de Julian Avenel ; Warden parce qu'il a une lettre du comte de Murray, chef influent de la Congrégation, recommandant à Julian de veiller à sa sûreté.
Le versatile Julian Avenel s'était rangé du côté de Murray en apprenant que celui-ci se dirigeait vers l'abbaye à la tête d'un fort parti de cavaliers. L'expédition est différée, car Murray doit se rendre dans l'ouest du pays afin d'apaiser une querelle. Pour autant, Julian ne va pas prendre le risque, en recevant mal le prédicateur, de mécontenter un chef aussi terrible que Murray. Mais l'intransigeance moralisatrice de Warden le met hors de lui. Le réformateur est jeté au cachot, tandis qu'Halbert est enfermé dans sa chambre. Halbert parvient à s'enfuir, muni d'un billet de Warden informant Murray du cas que l'on fait de ses sauf-conduits.
À Glendearg, la nouvelle du duel répand l'affliction : on  apprend que l'herbe a des traces de sang et qu'une fosse a été fraîchement comblée. L'arrivée de Shafton, vêtements ensanglantés, fait donc croire à la mort d'Halbert. Shafton est considéré comme un meurtrier. Edward veut venger la mort de son frère, selon la coutume écossaise. Mais le père Eustache prend les choses en main. Il interroge le suspect qui, très embarrassé pour avouer sa défaite, livre des explications particulièrement embrouillées. Sa blessure à la poitrine, cicatrisée, paraît vieille de plusieurs mois. Perplexe, songeant au phénomène mystérieux dont lui-même fut le jouet dans la même vallée, le père Eustache ordonne que Shafton soit gardé prisonnier pour la nuit, en attendant d'être livré à la justice de l'abbé.

### Un prisonnier encombrant
L'affaire tombe on ne plus mal pour le monastère. L'Église catholique d'Écosse est en effet aux abois. Dans plusieurs grandes villes, les monastères ont été supprimés. Ailleurs, des nobles réformés se sont emparés des possessions ecclésiastiques. Certes, les lois du royaume autorisent encore l'Église de Rome. Et St. Mary's, éloignée de l'agitation politique et religieuse, a réussi à conserver ses domaines, ses privilèges et son influence. Mais, dès lors qu'elle protège un Anglais catholique, rebelle à sa reine et meurtrier d'un Écossais, l'abbaye devient une cible pour les gouvernants actuels de l'Écosse, qui sont attachés à la doctrine réformée, qui sont alliés à la reine Élisabeth et qui convoitent les domaines de l'Église. D'un autre côté, le monastère ne peut se permettre, en livrant le chevalier à Élisabeth, d'irriter ses puissants protecteurs catholiques du nord de l'Angleterre, et notamment le comte de Northumberland, parent de Shafton. De toutes parts, le père Eustache voit « les plus grands risques d'encourir le blâme, les incursions ou la confiscation ».
Dans la nuit, Mysie, la fille du meunier, délivre le chevalier. Tous deux disparaissent à cheval.

### Deux hommes en fuite
Le lendemain, le jackman Christie de Clinthill et le prédicateur Henry Warden apportent à Glendearg une étrange nouvelle : ils ont vu la veille, au château d'Avenel, Halbert bien vivant et en parfaite santé. Edward se rend sur le lieu du duel, qui porte en effet des marques de sang, mais pas la moindre trace de terre fraîchement remuée. Deux hommes sont donc en fuite, chacun de son côté, chacun accusé du meurtre de l'autre.
Christie est venu livrer Henry Warden aux moines. En effet, Julian, dans son réflexe furieux, s'est fait un ennemi d'un Murray qui jamais ne pardonne une insulte. Julian se dit maintenant prêt à défendre l'abbaye contre toute attaque, moyennant quelques terres.
Le père Eustache reconnaît en Warden son meilleur ami de jeunesse. Ce n'est donc pas sans états d'âme qu'il se dispose à le faire conduire au monastère, où il sera brûlé. Après bien des tergiversations, il finit par lui ordonner de rester sur parole à Glendearg.
Mary découvre la traduction de l'Évangile que lisait et annotait sa mère, et qu'Halbert avait cachée. Tandis que, loin de là, le frivole et dédaigneux Shafton, qui se dit la coqueluche de toutes les plus étincelantes beautés de la cour d'Angleterre, est en proie à un grand trouble face à l'amour que lui porte la jolie, riante et courageuse Mysie.
Edward quant à lui traverse une terrible épreuve. Il avait deviné que c'était Halbert que Mary aimait en secret. Il n'a pu s'empêcher d'éprouver « une joie sauvage et insensée » en apprenant la mort de ce frère affectueux. À présent, il ne peut s'empêcher d'être atrocement déçu de le savoir vivant. Ne voulant pas être témoin du triomphe d'Halbert, craignant de commettre des excès dans la frénésie de son désespoir, il entre comme novice à St. Mary's.

### La menace anglaise
Si le danger Murray semble écarté pour l'instant, un autre, tout aussi inquiétant, est annoncé : les Anglais de sir John Foster (en) se disposent à faire route vers l'Écosse, vers l'abbaye, pour s'emparer de Piercie Shafton. Le pacifique abbé avoue manquer de la fermeté nécessaire pour affronter les dures épreuves qui attendent le monastère ; pour lever des troupes, calculer des forces, marcher à l'ennemi. Il abdique en faveur du père Eustache. Celui-ci se résout à confier le commandement de ses vassaux au railleur impie, au débauché Julian Avenel.
Mais l'attaque de Foster, maintes fois prévue, est maintes fois ajournée. 
Cependant, Halbert a rencontré le comte de Murray qui marche vers l'ouest du royaume. Il lui remet le billet d'Henry Warden révélant l'injure de Julian Avenel. Murray retient Halbert comme écuyer de sa maison, et l'entraîne dans le comté d'Ayr. L'expédition dure plusieurs semaines. Halbert a l'occasion de prouver son courage et sa présence d'esprit. Il adopte aussi la foi de son maître, ce qui le rapproche de ce dernier.

### L'incursion
Murray apprend que Shafton n'est pas mort (comme le lui a dit Halbert), et qu'il se trouve maintenant à l'abbaye St. Mary's. Il apprend aussi que l'incursion de Foster — qui agit sur ordre d'Élisabeth — se fait imminente. Il apprend enfin que, pour défendre l'abbaye, le père Eustache a réuni un grand nombre d'hommes quelque peu inexpérimentés, dont Julian Avenel a pris le commandement. Ces nouvelles plongent Murray dans l'embarras : d'une part, il ne veut pas se déconsidérer aux yeux des Écossais et de sa demi-sœur, la reine Mary Stuart, en laissant « des lames anglaises tailler dans la chair écossaise » ; d'autre part, il ne veut pas mécontenter Élisabeth d'Angleterre, la meilleure de ses cartes, en combattant ses troupes. Il retourne précipitamment dans le Teviotdale pour empêcher l'affrontement.
Il arrive trop tard. La bataille se termine. Elle s'est déroulée à la limite des domaines de St. Mary's. Les Anglais ont gagné. Julian Avenel est mort. Près de son corps, sa concubine, tenant un nouveau-né dans ses bras, meurt à son tour. Halbert recueille l'enfant. Lord Morton, l'allié de Murray, parvient à raisonner John Foster. Il lui demande de se retirer en Angleterre sans toucher au monastère, et promet de lui livrer Piercie Shafton. Foster se retire.
Les troupes de Murray se portent à la rencontre des religieux et des rescapés du massacre. Le prédicateur réformé Henry Warden intervient en faveur des moines. Il ne convient pas, dit-il, d'en faire des martyrs en brûlant leur abbaye. Ils seront moins dangereux entre leurs murs qu'errant à travers le pays, démunis, victimes de l'oppression, conquérant les cœurs. Murray se laisse convaincre. Il se contentera d'une forte contribution. Quant à Piercie Shafton, Murray juge indigne de le livrer à Élisabeth. Il lui ordonne de s'embarquer pour les Pays-Bas en compagnie de Mysie, que le vaniteux chevalier vient d'épouser.
Mary Avenel a, comme Halbert, renié sa foi. Murray décide de la marier à son protégé, en récompense de ses brillants services et en dépit de l'inégalité de naissance. Il confie ainsi le château d'Avenel, bien fortifié, à un homme qui lui doit tout. Le mariage a lieu dès le lendemain.

## Personnages

### Piercie Shafton de Wilverton
Chevalier anglais, catholique. Jeune, élégant et beau courtisan. Niais, « fat écervelé ». Entêté, arrogant, présomptueux. Un courage étourdi, de vaines fanfaronnades, un esprit de galanterie outré. Il n'est pas ingrat, il se comporte d'une manière irréprochable à l'égard de Mysie. Généreux, mais « d'une vanité qui va jusqu'à la folie ». 

#### Le courtisan frivole
Il ne cesse d'évoquer « la sphère resplendissante de la royale cour d'Angleterre » où de célestes beautés le convoitent de leurs yeux radieux, ce gai théâtre où il danse « avec une grâce pleine de noblesse l'imposante gaillarde », les « salons brillamment éclairés » dans lesquels il forme « avec agilité les pas de la vive courante » aux sons « du luth harmonieux » et de la viole de gambe.
Il se dit le galant de la cour d'Angleterre dont le soin est le plus fantasque, la fantaisie la plus soigneuse, la délicatesse la plus gracieuse « quand il s'agit des changements fréquents des vêtements précieux qui conviennent à celui qui peut passer pour la fleur des courtisans ». Sa cervelle est farcie d'étoffes de soie et de découpures, d'aiguillettes, de parures avec garnitures en rubans et franges assorties, de surtouts de soie cramoisie, doublés et tailladés de drap d'or, de culottes larges en soie noire avec jarretières pendantes de soie rouge, de doublets de soie couleur de chair, de doublet de velours rouge à crevées d'étoffe d'argent, de justaucorps brun obscur du meilleur velours de Gênes.

#### Le fat
Une très bonne opinion de soi. Il estime que « pour l'agrément du maintien, la tendre délicatesse du regard, l'adoption d'une mode, les discours sérieux ou enjoués, la solennité d'un adieu et la grâce d'une sortie », l'opinion générale de la cour, de la ville, des camps et de tout le pays fait de lui « l'homme unique du jour ». « Diamant » cherchant à « fixer l'admiration », il se considère comme vif, spirituel, « en un mot, parfait ». Pour l'abbé, il n'est qu'un « fat, dont le corps est tout couvert de satin, et la cervelle de plumes ». Un « faquin », selon Murray.

#### L'euphuiste
Sa volubilité et son aisance sont merveilleuses, ses paroles à peine intelligibles. Sa conversation est brodée de fleurs de rhétorique, son érudition inextricable. Car, sacrifiant à la mode de la cour, cet « esprit rare et recherché » se distingue du vulgaire en affichant un langage bizarre, affecté, fertile en hyperboles, une galanterie extravagante, des compliments outrés et prétentieux, le tout fleurant l'égoïsme et la futilité. Quelques étincelles d'esprit et de vivacité traversent tout de même le nuage d'absurdités qu'il débite.
Scott en fait un euphuiste, ce qui est quelque peu anachronique. En effet, le roman Euphues de John Lyly est paru en 1579, soit une vingtaine d'années après l'action du Monastère. Comme le remarque Henri Suhamy, Scott « élabore » le « galimatias » de son personnage plus qu'il ne parodie le style euphuiste : « Les élucubrations langagières de sir Piercie ne ressortissent pas vraiment à l'euphuisme, qui cultivait surtout la comparaison filandreuse, l'antithèse et l'homophonie. »

#### Le comploteur
Ayant mangé son bien à force de dépenses somptuaires, Shafton se voit couper les vivres par les bourgeois londoniens. Il s'efforce alors de réparer sa fortune en réclamant « un nouvel ordre de choses en Angleterre ». Le « cerveau brûlé » se laisse attirer par son parent, le comte de Northumberland, dans un complot catholique mené contre la reine Élisabeth — sans deviner qu'on ne l'y attire que pour lui faire jouer le rôle du bouc émissaire au cas où les choses tourneraient mal. Les choses tournent mal, le complot est déjoué, Shafton doit porter le chapeau, il est même menacé d'un mandat d'arrêt par son puissant et avisé parent, il doit s'enfuir en Écosse.

#### Sa  prestigieuse lignée
Il rappelle sans cesse que dans ses veines coule le sang le plus pur, qu'il est homme de haut rang et haute naissance, qu'il appartient à la prestigieuse famille de Percy, qu'il est le cousin du comte de Northumberland. Le vieux capitaine anglais Stawarth Bolton le remet publiquement en place. Il dénonce un orgueil déplacé. Il reproche à sir Percie de « faire le beau avec des habits de soie et de velours qui ne sont pas payés » et de mépriser la famille dont il sort. Il lui rappelle que son grand-père maternel, le vieux Overstitch de Holderness, était tailleur. Quant à son père, Wild Shafton de Wilverton, il était certes parent des Percy, mais « du mauvais côté de la couverture ».

### Autres personnages
- Elspeth Glendinning, née Brydone. Son père était tenancier à Littledearg. Veuve de Simon Glendinning, tenancier de l'abbaye St. Mary's. Une bonté maternelle, mais un peu rude.
- Capitaine Stawarth Bolton, de Lincoln. Il commande durant le Rough Wooing un petit détachement de « fourrageurs », pillards anglais. Une bravoure franche, une générosité sans faste.
- Halbert Glendinning, fils aîné d’Elspeth et de Simon, environ 19 ans au moment de l'action principale. Bon enfant, très doux, mais qui se déchaîne si on le contrarie. Brun, grand, élancé. Fort et robuste. Franc, rude, altier, un air fier et animé. Résolu, ardent, impétueux, il est incapable de se livrer à l'étude, il n'aime pas les livres. Il aime encore moins « la charrue ou la bèche ». Une bizarrerie et une obstination qui lui donnent une apparence de sauvagerie et de stupidité. Aventureux, intrépide. Un caractère entreprenant, un penchant décidé pour la vie errante des soldats. Il change complètement après sa rencontre avec la Dame blanche d'Avenel. Il devient moins étourdi, moins inconsidéré. Il agit maintenant avec une fermeté, une promptitude et une résolution bien au-dessus de son âge. Il s'exprime avec douceur et gravité. Il se conduit avec des manières pleines de dignité, propres aux hommes du plus haut rang.
- Edward Glendinning, fils cadet d’Elspeth et de Simon. Humble, modeste, soumis. Tranquille, réservé. Raisonnable. Discret. De la finesse. Son caractère cependant est hardi, inquiet, ardent, avide de connaissances. Des dispositions à l'étude : vif, travailleur, prompt, exact, il semble regarder la science « comme le principal objet et le plus grand plaisir de la vie ».
- Alice Avenel, veuve du baron Walter Avenel. Elle sait lire. Elle n'a qu'un livre, mais il s'agit d'une traduction de l'Évangile, ce qui met les moines en alarme : « La lettre tue[32] », dit le père Philippe.
- Tibb ou Tibbie (Isabelle) Tacket, ancienne femme de chambre de lady Avenel. Regrette le bon temps de Wallace ou du roi Robert, où les Écossais distribuaient de bons horions aux « mangeurs de puddings[33] » et autres « faux groins du sud[34] ». Elle voue un amour presque idolâtre à Mary Avenel.
- Martin Tacket, vieux berger, époux de Tibbie. Ancien serviteur de lady Avenel, devenu régisseur d'Elspeth.
- Shagram, vieux poney des Tacket. Animal ressemblant « plus à un âne qu'à tout autre », selon Elspeth.
- Mary Avenel, dite « l'Esprit d'Avenel », fille de lady Avenel. Née la veille de la Toussaint, ce qui est censé lui donner du pouvoir sur les esprits. Elle a un don : elle devine ce que les hommes voudraient cacher. Une taille frêle, élancée, un beau visage un peu pâle. Un esprit grave, un caractère élevé. Douce, aimable. Énergique. Studieuse, comme Edward. Portée à pardonner les offenses. Mélancolique et réfléchie. Très réservée. Se plaît dans la solitude. Un sentiment inné de convenance et de dignité. Des manières simples et élégantes, qui lui permettent de marquer une certaine distance avec ses amis qui ne sont pas ses égaux. Comme elle vit retirée à Glendearg, comme son oncle Julian inspire la crainte, les villageois voient en elle un être immatériel, tombé d'une sphère inconnue. Peu aimée, parce que peu connue, elle suscite une terreur mystérieuse. La bizarrerie de sa position la conduit à se regarder comme l'enfant de la destinée. Ouverte aux idées de la Réforme.
- La Dame blanche d'Avenel, créature surnaturelle veillant sur l'antique maison d'Avenel. Lady Avenel ayant des sympathies pour la nouvelle doctrine, la Dame blanche se fait championne de la Réforme : elle soustrait par deux fois aux moines le livre qu'ils ont saisi, et le rend par deux fois aux occupants de la tour de Glendearg. Elle sauve pourtant la vie du père Eustache.
- Julian Avenel, frère cadet de Walter, 50 ans ou plus. Haute et martiale stature. L'habitude des passions violentes a durci l'expression de ses traits. Œil de feu, caractère impétueux. Esprit fier et indomptable. Impitoyable scélérat, cruel et dissolu. Ne connaît aucun frein, méprise et tourne en ridicule religion et morale. Ne manifeste aucun désir de se marier. Il mène une vie orageuse, tissu d'aventures et de dangers. Il prend parti dans toutes les querelles, se mêle à tous les pillards, se précipite partout où il y a du danger. Engagé dans toutes sortes de « querelles et d'entreprises obscures et mystérieuses » dont le foyer est « incessamment allumé sur la frontière ». Associé à des jackmen, maraudeurs écossais de la frontière. Plus d'une fois proscrit en Écosse et en Angleterre, il a vu ses terres confisquées et sa tête mise à prix. Mais, dans ces temps de désordre, il trouve toujours quelque protecteur lui permettant d'échapper à la loi, en échange de son aide. En politique, sa conduite est « ambiguë et douteuse » : caressant les partis l'un après l'autre, se rangeant du côté de celui qui sert le mieux ses intérêts du moment, il n'a « ni alliés ni protecteurs absolument dévoués, ni ennemis évidents ». Prudent, il a formé des liaisons avec les catholiques comme avec les réformés, en attendant de voir précisément « sur quel pied il peut marcher ». Mais il est souvent malhabile à force de détours.
- Christie de Clinthill, Anglais, chef des jackmen de Julian Avenel. Coquin, enfant du diable, noir comme la nuit. « Un des plus grands brigands qui soient jamais montés à cheval. » L'œil gris, fin et farouche, sournois, scrutateur, exprimant la ruse et la méchanceté. Plein de hardiesse et d'insolence. Une impudente familiarité qu'il prend pour une aisance gracieuse.
- Père Philippe, sacristain de l'abbaye St. Mary's de Kennaquhair. Peter le considère comme son ennemi particulier, car il a émis l'idée de construire un bateau pour éviter le pont-levis.
- Père Boniface, abbé mitré, « seigneur féodal et père spirituel[35] » de St. Mary's. Belle taille, visage noble et fleuri, air de bonté, œil riant. Aime « à se reposer sur des sièges moelleux et doux[36] ». Bon vivant. Un joyeux caractère, indolent, facile. Hospitalier, charitable, nullement porté à la sévérité. Un gouvernement doux et bénin. Distribue à ses moines des indulgentiæ, des gratiæ, des bibere, des soupes au lait d'amande. Mais d'un esprit très étroit, « un de ces esprits un peu lourds qui aiment la plaisanterie inoffensive[37] ». Indécis, irrésolu. Vain. Des prétentions superbes, en tant que haut dignitaire de l'Église. Ce grand seigneur orgueilleux exige une déférence scrupuleuse. Mais faible devant ceux qui lui résistent hardiment. Ne vivant que pour lui-même, il a « plusieurs de ces défauts qui tiennent de l'égoïsme[38] ». Cependant, son plus grand mérite est « une absence totale de défauts essentiels ». Son repos est troublé cruellement par la chasse aux hérétiques qu'il est contraint de mener : d'incessants courriers lui sont adressés à ce sujet par le Conseil privé (en), par le primat d'Écosse[39] et par la reine mère. Au soir de son abdication, les moines reconnaissent qu'il a œuvré beaucoup en faveur de la communauté. Lui-même est particulièrement fier d'avoir fait construire « ce mur remarquable qui met le cloître à l'abri des vents de nord-est ».
- Père Eustache, né William Allan, sous-prieur de St. Mary's. Petit homme frêle, au visage pointu, aux joues pâles et flétries. Des yeux gris et perçants, pleins de sagacité et de finesse. Un esprit vif et pénétrant. Homme de talent, plein de connaissance. « Champion adroit et déterminé de Rome », comme le dit lord Morton. Des accents énergiques, un ton de conviction profonde lui valent beaucoup de respect. À un caractère humain, il mêle des principes sévères et une bonne dose d'amour-propre. Il est en effet plein de vaine gloire et d'orgueil spirituel. Jeûne avec une rigide ponctualité. Le primat l'a placé près de l'abbé pour le surveiller et suppléer à ses irrésolutions[40]. « Assidu conseiller et épouvantail[41] », il le dirige donc dans les cas difficiles, et le rappelle au sentiment de son devoir lorsque, par bonté d'âme ou par timidité, l'abbé est tenté de s'en écarter. Un abbé qui aimerait bien que le père Eustache perde « la manie de se croire plus sage à lui seul que la communauté entière[42] ».
- Peter, gardien du pont-levis de Brigton, sur la Tweed. Il est sous la dépendance du belliqueux baron de Meigallot (« baron sans conscience, hérétique peut-être », dit le père Eustache) qui a épousé la cause de son vassal, et menace d'employer la violence dans l'affaire qui oppose Peter aux moines. Ceux-ci en effet ont obtenu d'emprunter gratuitement le pont, mais réclament à présent la même immunité pour les pèlerins qui viennent visiter le monastère. À leurs yeux, Peter serait un homme sans foi et sans religion. Menacé d'excommunication, il se venge en faisant subir des brimades (« une sorte de purgatoire ») à chaque moine, avant de lui accorder le passage.
- Le bailli, bras séculier de l'abbaye. Il passe pour un vaillant homme d'armes, mais il a pris un peu d'embonpoint depuis la bataille de Pinkie Cleugh. Il est maintenant trop accablé des infirmités de la vieillesse pour se charger de la défense du monastère face aux troupes des réformés.
- Hob Miller (« Meunier »), de son véritable nom Happer, riche meunier, serviteur dévoué de l'abbaye. Sage et prudent. Chaque année, après la moisson, sous prétexte de politesse de voisinage, il rend visite aux vassaux des moines. Il compte alors les meules et en évalue le contenu, pour être sûr que des grains ne vont pas s'égarer chez le meunier d'une baronnie voisine, qui pratique des prix modérés. Sa table rivalise de luxe avec celle de l'abbé[35]. Sa conversation roule toujours sur son moulin et ses droits. Comme tous les meuniers il pense que les voleurs, ce sont les autres[43].
- Mysie Happer, fille de Hob Miller. Brune aux grands yeux noirs, « bien fendus et agaçants ». La peau aussi blanche que la farine servant à faire le pain de l'abbé les jours de fête. Une taille bien formée. Porte une robe blanche et un capuchon bleu. Gentille, gracieuse, une figure enjouée. Chante et rit du matin au soir. Très sensible. Intelligence vive, main vive. Simple et affectueuse, mais énergique, d'un caractère entreprenant. « Une force corporelle et un courage plus qu'ordinaires. » Son père la laisse vagabonder, monter à cru les chevaux. Si elle adore danser autour d'un mai, elle aime tout autant les travaux domestiques. Héritière confortable. Elspeth rêve d'en faire l'épouse d'Halbert.
- Frère Nicolas, vieux radoteur boiteux qui vit depuis 70 ans dans le monastère. Il ennuie tout le monde avec ses anecdotes nostalgiques « du temps de l'abbé Ingilram ». Les voleurs alors étaient de bonne mine, avec des casques étincelants, ils étaient bons et bien faits, généreux, braves et pieux. Quand ils rapportaient une vingtaine de bœufs bien gras volés en Angleterre, ils ne manquaient jamais d'en donner le dixième au monastère — ou même le septième, si le confesseur se montrait adroit. Rien à voir avec les voleurs absolument mauvais du temps présent.
- Bénédict, cheval du seigneur abbé.
- Henry Warden, né Henry Wellwood, prédicateur réformé. Un grand zèle et une grande popularité, très influent sur le peuple. Un air calme, mais austère. Un ton grave. Plus d'énergie et de chaleur que d'instruction. Généreux, mais hardi, déterminé, ferme, opiniâtre. Parfois violent. N'hésite pas à transgresser la prudence et la modération qu'il recommande aux grands. Inébranlable dans sa croyance, dédaignant toute forme d'obstacle, il prend sans hésiter la route la plus difficile si elle est la plus courte. Il a été le camarade d'université du père Eustache. Les deux hommes ont entre eux bien des points de ressemblance. Mais le catholique, défendant une religion qui intéresse peu le sentiment, travaille à sa cause avec plus de tête que de cœur ; il est donc politique, circonspect, artificieux. Tandis que le protestant, agissant sous la forte impulsion d'idées nouvellement adoptées, est enthousiaste et ardent à les propager, il a beaucoup de confiance dans sa cause. Le premier est sur la défensive, le second est dans un élan plus actif, plus décisif[44].
- Catherine de Newport, concubine de Julian Avenel. Leurs « mains sont unies », ils se considèrent comme mari et femme pendant un an et un jour[45]. Une beauté remarquable. Élégante. Enceinte des œuvres de Julian. À présent négligée par lui.
- Dan du Howlet-Hirst et le jeune Adie d'Aikenshaw, parents des Glendinning. Vassaux du monastère. Devenus si indisciplinés que l'abbé n'ose plus rien dire, dans la crainte qu'ils se fassent hérétiques pour ne plus payer les droits féodaux.
- John Forster (en) (Foster, dans le roman), Anglais, « vrai garde des frontières », personnage historique. « Hérétique de l'espèce la plus pestilentielle[46] », selon le père Eustache, il vise depuis longtemps à renverser l'Église, dont il convoite les richesses. Foster pourtant ne voit qu'une « maudite affaire » dans l'expédition dont l'a chargé la fantasque et capricieuse reine Élisabeth. L'incursion en Écosse peut déclencher une guerre : s'il n'exécute pas les ordres, Foster est mis à mort sans délai ; s'il les exécute et que les choses dégénèrent, il va porter le chapeau, et sera mis à mort.
- Lord Hunsdon, Anglais, gardien des frontières, personnage historique.
- Le tenancier de la plus mauvaise auberge du village de Kirktown (en). Ami d'Hob Miller, il lui achète sa drèche.
- Peter Peddie, tenancier de la meilleure auberge de Kirktown. Orgueilleux. Achète sa drèche aux moulins de Milestane plutôt que chez le père de Mysie.

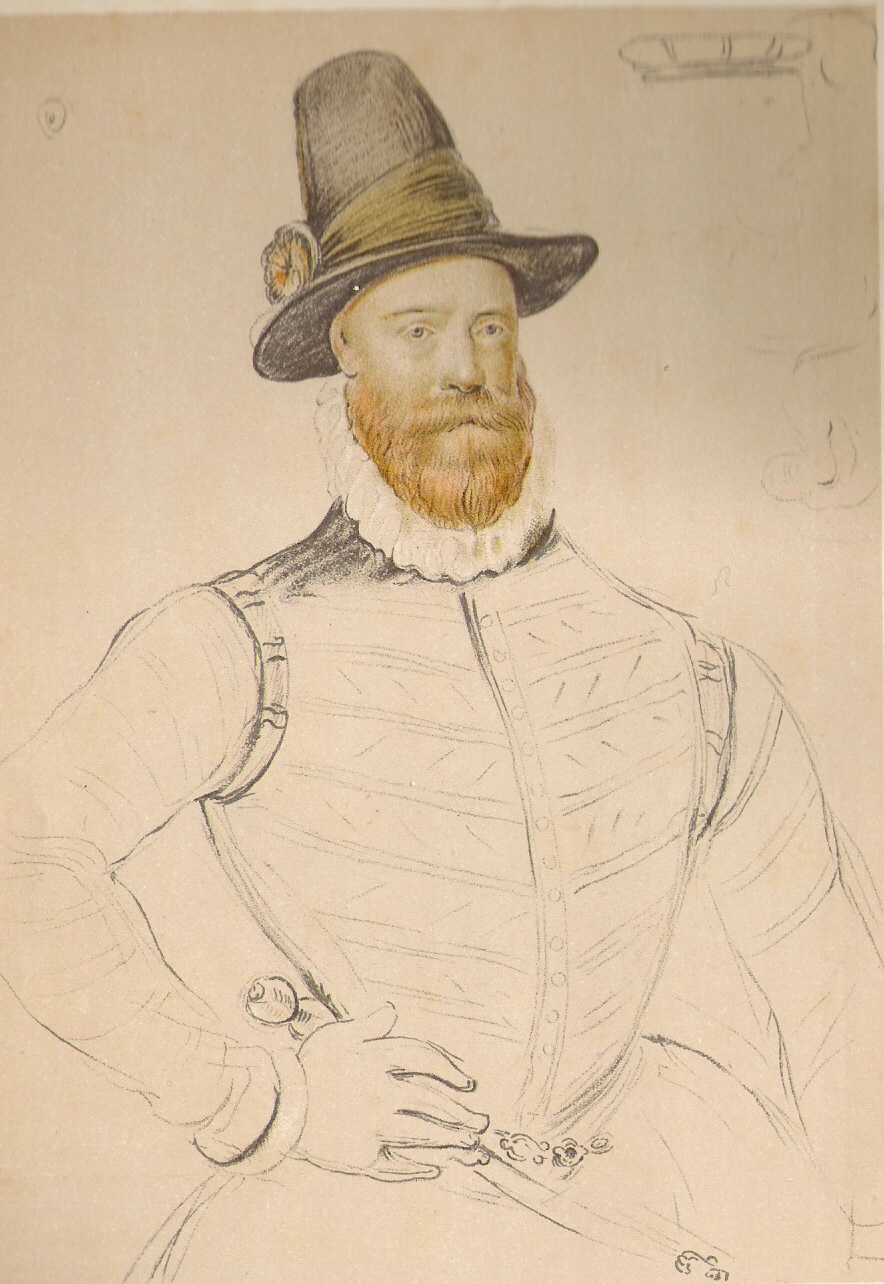
James Douglas, comte de Morton.

- James Stuart, comte de Moray (lord James ou comte de Murray, dans le roman[47]), personnage historique, fils illégitime de Jacques V, et par conséquent demi-frère de Marie Stuart. Une taille imposante, un air de gravité. Homme d'un grand esprit et d'une sagesse profonde. Redouté, puissant. « Brave parmi les plus braves, grand et généreux, habile à traiter les affaires les plus embarrassantes et les plus difficiles. » Mais, ajoute Scott, « il n'est que trop vrai qu'il contribua de tout son pouvoir à établir dans le conseil d'Écosse l'influence étrangère et hostile de l'Angleterre[48]. » Il adhère à la Réforme en 1556, et devient en 1559 un chef influent des lords de la Congrégation[26].
- James Douglas, 4e comte de Morton, Écossais, personnage historique, descendant de Douglas le Noir. Très méfiant. Il a épousé, pour sa fortune et sa haute naissance, une femme folle.

## Accueil
Le livre reçoit un accueil très favorable. Cependant les critiques condamnent unanimement les interventions de la Dame blanche d’Avenel : ce recours au surnaturel est déclaré « puéril », « absurde » ou « insupportable ». Le personnage du précieux Piercie Shafton est également jugé trop caricatural par les critiques et par la plupart des lecteurs.  Dans l'introduction de l'édition de 1832, Scott s'explique sur les défauts du livre (les apparitions de la Dame blanche, le personnage de sir Piercie, une intrigue lâche). Mais il rappelle que, malgré ce qu'on a pu lui reprocher, Le Monastère a eu beaucoup de succès.

## Analyse
Les romans historiques « écossais » de Scott, à travers les différentes époques abordées, tentent de répondre à une même question : comment la bourgeoisie et le protestantisme ont-ils réussi à supplanter l’aristocratie catholique, et à intégrer l’Écosse dans la Grande-Bretagne ? Ce vaste mouvement prend naissance en 1543 dans le traité de Greenwich. Il se poursuit avec le Rough Wooing (1544-1550). Il passe par la Réforme écossaise (1560), par la Glorieuse Révolution (1688), par l’acte d'Union (1707), par les rébellions jacobites (1715 et 1745) et s’éteint dans le dernier complot du prétendant Charles Édouard Stuart (1763) — autant d'événements évoqués dans les romans de Scott. Ce sont donc les débuts d'une longue évolution que met en scène Le Monastère.
Pour la première fois, Scott étale l'action sur plusieurs années. Pour faire comprendre les bouleversements qui vont conduire au remplacement de l’ordre ancien par l’ordre nouveau, il a recours à sa technique habituelle : il décrit les changements intervenant dans les mentalités à travers des personnages qui sont autant de types sociaux (« Ce sont moins des physionomies que des types, dit Louis Maigron, moins des individus que des symboles »). Cependant, il pousse le procédé à l’extrême dans Le Monastère. Les faits historiques ne sont pas rapportés. Les principales figures historiques — John Knox, Marie de Guise — sont écartées du récit. Scott décrit la montée de la crise telle que la vit une petite population isolée, loin du théâtre des événements. Les personnages principaux sont des femmes et des enfants jouant un rôle passif, tandis que, dans un arrière-plan « un peu flou, vaste et orageux », l’Histoire est en marche.
Scott fait preuve de beaucoup de tact lorsqu’il analyse les mobiles des antagonistes. L’opportunisme d'Halbert et le renoncement d’Edward sont décrits avec humanité, sans le moindre sarcasme.

## Traductions en français
L'année même de la parution de l'édition originale, en 1820, Le Monastère, par Sir Walter Scott, roman traduit de l'anglais par le traducteur de ses Œuvres complètes paraît chez Gabriel-Henri Nicolle à Paris, en quatre volumes in-12. Le traducteur est Auguste-Jean-Baptiste Defauconpret.
Une traduction d'Albert Montémont paraît sous le titre Le Monastère, dans une édition en 27 volumes d'œuvres de Scott (1830-1832), chez Armand-Aubrée, à Paris.
Le Monastère n'a pas été réédité en français, dans son texte intégral, depuis le XIXe siècle.

## Adaptation
La Dame blanche (1825), opéra-comique de Boieldieu, s’inspire du Monastère et emprunte également à Guy Mannering.